# Planchado
El planchado consiste en utilizar un instrumento caliente para eliminar las arrugas de las prendas lavadas. El instrumento presiona su superficie caliente contra una superficie plana, normalmente de tela o lona, con lo que se alisan las arrugas de la ropa o por vapor de agua, que logra el mismo resultado. El calentamiento se realiza comúnmente a una temperatura de 140 a 200 °C, dependiendo del material de la tela. Las herramientas más comunes para este propósito se denominan planchas. 

## Temperaturas de planchado seguras

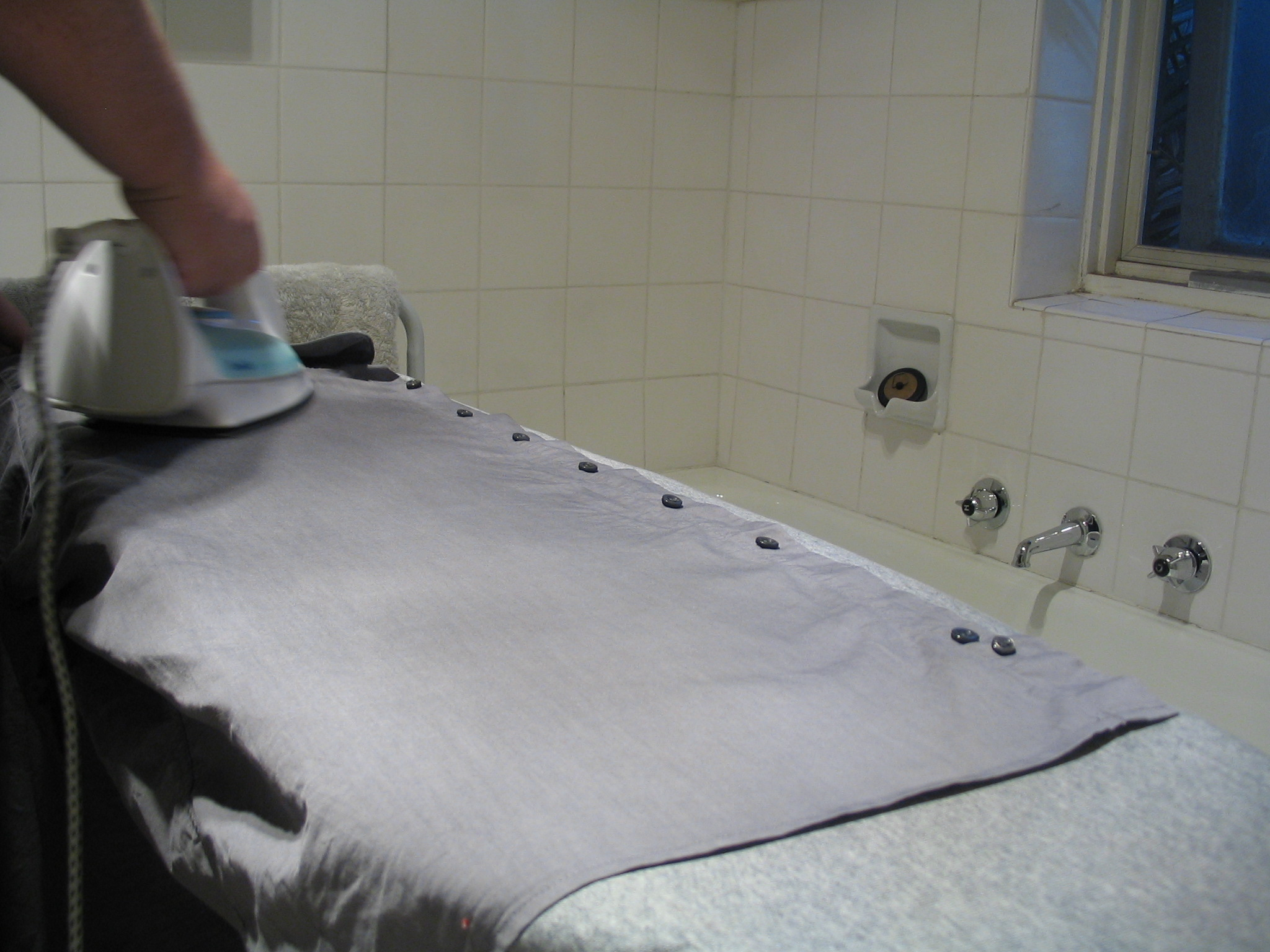
Planchado de una camisa

- Nailon 6.6: 135 °C
- Acrílico: 135 °C
- Licra/Spandex: 135 °C
- Acetato: 143°C
- Lana: 148 °C
- Poliéster: 148 °C
- Seda: 148 °C
- Viscosa: 190 °C
- Triacetato: 200 °C
- Algodón: 204 °C
- Lino: 230 °C